# Бокс Елдър (окръг)
Окръг Бокс Елдър (на английски: Box Elder County) е окръг в щата Юта, Съединени американски щати. Площта му е 17 428 km², а населението – 53 139 души (2016). Административен център е град Бригам Сити.

## Градове
- Уилард
- Хънивил